# Bab Boudir
Bab Boudir (àrab باب بودير) és una comuna rural de la província de Taza de la regió de Fes-Meknès. Segons el cens de 2014 tenia una població total de 5.082 persones.